# 1651
Il 1651 (MDCLI in numeri romani) è un anno  del XVII secolo.

## Eventi
- 1º gennaio – Carlo II viene incoronato re di Scozia.
- 30 giugno – La Battaglia di Berestečko termina con una vittoria polacca.
- Irlanda – Oliver Cromwell assedia Limerick.
- 3 settembre – Battaglia di Worcester: Nello scontro finale della Guerra civile inglese, le truppe Parlamentari di Oliver Cromwell infliggono una decisiva sconfitta a quelle realiste fedeli a Carlo II d'Inghilterra.
- Viene pubblicato il Leviatano di Thomas Hobbes.
- Oliver Cromwell promulga l'Atto di navigazione, un provvedimento teso a limitare l'attracco del naviglio estero presso tutti i porti britannici, compresi quelli delle colonie.

## Nati

### Gennaio
- 1º gennaio - Jean-Baptiste Santerre, pittore, disegnatore e docente francese († 1717)
- 5 gennaio - Elia Astorini, medico, filosofo e matematico italiano († 1702)
- 6 gennaio - Giulio Antonio Averoldi, letterato italiano († 1717)
- 9 gennaio - Petronio Franceschini, compositore e violoncellista italiano († 1680)
- 20 gennaio - George Wheler, religioso, viaggiatore e scrittore inglese († 1724)

### Febbraio
- 5 febbraio - Franz Ferdinand von Kuenburg, nobile e arcivescovo cattolico austriaco († 1731)
- 8 febbraio - Francesco Martinelli, architetto italiano († 1708)
- 9 febbraio - Francesco Procopio dei Coltelli, cuoco italiano († 1727)
- 11 febbraio - Giorgio Barni, vescovo cattolico italiano († 1731)
- 11 febbraio - Anne Scott, I duchessa di Buccleuch, nobile scozzese († 1732)
- 20 febbraio - Filippo Pasquali, pittore italiano († 1697)
- 21 febbraio - Silvio II Federico di Württemberg-Oels, duca († 1697)
- 22 febbraio - Carlo Maria Carafa, nobile italiano († 1695)
- 25 febbraio - Quirinus Kuhlmann, poeta e mistico tedesco († 1689)
- 26 febbraio - Jean Beausire, architetto e ingegnere francese († 1743)

### Marzo
- 4 marzo - John Somers, giurista e politico britannico († 1716)
- 6 marzo - Christian Friedrich von Kahlbutz,  tedesco († 1702)
- 8 marzo - Philipp Sigmund von Dietrichstein, nobile e politico austriaco († 1716)
- 8 marzo - Jakob Wilhelm Imhoff, storico e genealogista tedesco († 1728)
- 16 marzo - Georg Benedikt von Ogilvy, generale boemo († 1710)
- 16 marzo - Zaccaria Tevo, francescano, compositore e organista italiano
- 31 marzo - Carlo II del Palatinato, nobile († 1685)
- 31 marzo - Antonio Maria Ferri, architetto italiano († 1716)

### Aprile
- 2 aprile - Fabrizio Paolucci, cardinale e arcivescovo cattolico italiano († 1726)
- 6 aprile - André Dacier, filologo, traduttore e scrittore francese († 1722)
- 10 aprile - Ehrenfried Walther von Tschirnhaus, matematico e inventore tedesco († 1708)
- 15 aprile - Maria de Toledo y Velasco, nobildonna spagnola († 1710)
- 21 aprile - Giuseppe Vaz, presbitero indiano († 1711)
- 24 aprile - Lorenzo Minei, compositore italiano († 1719)
- 26 aprile - Diomira Allegri, religiosa italiana († 1677)
- 30 aprile - Giovanni Battista de La Salle, presbitero e pedagogista francese († 1719)

### Maggio
- 1º maggio - Giuseppe Renato Imperiali, cardinale e abate italiano († 1737)
- 7 maggio - Giuseppe Archinto, cardinale e arcivescovo cattolico italiano († 1712)
- 27 maggio - Louis-Antoine de Noailles, cardinale e arcivescovo cattolico francese († 1729)
- 28 maggio - Johann Christoph Pfaff, teologo tedesco († 1720)
- 30 maggio - Anton Felice Marsili, vescovo cattolico e biologo italiano († 1710)

### Giugno
- 1º giugno - Andrea Perrucci, drammaturgo, librettista e gesuita italiano († 1704)
- 12 giugno - Johann Georg Ahle, musicista tedesco († 1706)
- 17 giugno - Donato Ricchezza, compositore italiano († 1731)
- 19 giugno - Massimiliano Giuseppe di Fürstenberg-Heiligenberg, nobile tedesco († 1676)
- 21 giugno - Guglielmo VII d'Assia-Kassel, nobile tedesco († 1670)
- 21 giugno - Ortensio Visconti Aicardi, vescovo cattolico italiano († 1725)

### Luglio
- 12 luglio - Margherita Teresa d'Asburgo († 1673)
- 20 luglio - Giovanni Antonio Ricca, architetto italiano († 1725)

### Agosto
- 6 agosto - Fénelon, arcivescovo cattolico, teologo e pedagogo francese († 1715)
- 6 agosto - Carl Gustav Rehnskiöld, generale svedese († 1722)
- 8 agosto - Pietro Domenico Bartoloni, letterato italiano
- 13 agosto - Balthasar Permoser, scultore tedesco († 1732)
- 14 agosto - Federico Sforza di Santa Fiora, I principe di Genzano, principe italiano († 1712)
- 28 agosto - Carlo Agostino Fabroni, cardinale italiano († 1727)
- 31 agosto - Benedetto Bacchini, religioso, storico e critico letterario italiano († 1721)

### Settembre
- 1º settembre - Natal'ja Kirillovna Naryškina, nobile russa († 1694)
- 5 settembre - William Dampier, pirata e esploratore inglese († 1715)
- 16 settembre - Engelbert Kaempfer, naturalista, botanico e viaggiatore tedesco († 1716)
- 24 settembre - Louis Lapara de Fieux, ingegnere e militare francese († 1706)

### Ottobre
- 3 ottobre - Giuseppe Lotario Conti, VI duca di Poli e Guadagnolo, nobile italiano († 1724)
- 6 ottobre - Gerolamo Archinto, vescovo cattolico italiano († 1710)
- 6 ottobre - Johann Nikolaus Hert, giurista tedesco († 1710)
- 20 ottobre - Jacques-Louis de Beringhen, nobile, militare e politico francese († 1723)
- 26 ottobre - Perizonius, filologo e storico olandese († 1715)

### Novembre
- 13 novembre - Giuseppe Fernandez de Medrano, nobile, giurista e magistrato italiano († 1718)
- 13 novembre - Federico Luigi di Nassau-Ottweiler, nobile tedesco († 1728)

### Dicembre
- 7 dicembre - Ansaldo Ansaldi, giurista e letterato italiano († 1719)
- 25 dicembre - Pedro Manuel Colón de Portugal, nobile e funzionario spagnolo († 1710)

### Senza giorno specificato
- Bonaventura da Potenza, presbitero italiano († 1711)
- Giovanni di Tobol'sk, religioso e teologo ucraino († 1715)
- Giulio Acciano, poeta italiano († 1681)
- Claude Aubriet, illustratore francese († 1742)
- Marie-Catherine d'Aulnoy, scrittrice francese († 1705)
- Nicolò Bambini, pittore italiano († 1736)
- Niccolò Placido II Branciforte, nobile e politico italiano († 1723)
- Carlo Buratti, architetto svizzero († 1734)
- Giorgio XI di Cartalia, re († 1709)
- Jacopino Consetti, pittore italiano († 1726)
- Carlo Eugenio di Croÿ, generale francese († 1702)
- Bartolomeo Dotti, poeta italiano († 1713)
- Veronica Fontana, artista italiana († 1690)
- Jan Pauwel Gillemans il Giovane, pittore belga
- Jean-Baptiste Le Brun des Marettes, scrittore e editore francese († 1731)
- Manuel de Oms y de Santa Pau, diplomatico spagnolo († 1710)
- Gioacchino Pizzoli, pittore italiano
- Elizabeth Polwheele, drammaturga inglese († 1691)
- Edmond Pourchot, filosofo francese († 1734)
- Domenico Quartaironi, matematico italiano († 1736)
- Guy Tachard, missionario, gesuita e matematico francese († 1712)
- Nāzo Tokhī, poetessa afghana († 1717)
- Gerard Valck, incisore, disegnatore e cartografo olandese († 1726)
- Anne Villiers, nobildonna inglese († 1688)
- Cristóbal Hernández de Quintana, pittore spagnolo († 1725)

## Morti

### Gennaio
- 4 gennaio - Angioletta delle Rive,  italiana
- 6 gennaio - Jacob Franquart, pittore, incisore e architetto fiammingo
- 9 gennaio - Lodovico Grignani, editore e tipografo italiano (n. 1586)
- 22 gennaio - Johann Holwarda, astronomo e fisico olandese (n. 1618)
- 27 gennaio - Abraham Bloemaert, pittore olandese (n. 1564)
- 29 gennaio - Diego de Colmenares, storico e biografo spagnolo (n. 1586)
- 31 gennaio - Francesco Amico, teologo italiano (n. 1578)

### Febbraio
- 6 febbraio - Ermanno Augusto di Brandeburgo-Bayreuth, nobile tedesco (n. 1615)
- 12 febbraio - Johann Jacob Pock, architetto e scultore tedesco (n. 1604)
- 24 febbraio - Mōri Hidenari, militare giapponese (n. 1595)

### Marzo
- 7 marzo - Costanza Gonzaga, nobile italiana (n. 1571)
- 11 marzo - Alvise Contarini, diplomatico italiano (n. 1597)
- 18 marzo - Gerard Seghers, pittore fiammingo (n. 1591)
- 21 marzo - Caterina Carlotta del Palatinato-Zweibrücken, nobile (n. 1615)

### Aprile
- 1º aprile - Giovanni d'Assia-Braubach (n. 1609)
- 7 aprile - Lennart Torstenson, ufficiale e ingegnere militare svedese (n. 1603)
- 15 aprile - Tommaso Francini, ingegnere italiano (n. 1572)

### Maggio
- 9 maggio - Cornelis de Vos, pittore fiammingo (n. 1585)
- 16 maggio - Partenio II di Costantinopoli, arcivescovo ortodosso greco

### Giugno
- 8 giugno - Tokugawa Iemitsu, militare giapponese (n. 1604)
- 17 giugno - Francesco Piccolomini, gesuita italiano (n. 1582)

### Luglio
- 8 luglio - Carlotta di Essart, nobile francese (n. 1580)
- 14 luglio - René de Voyer de Paulmy d'Argenson, politico francese (n. 1596)
- 26 luglio - Hendrik van der Borcht il Vecchio, incisore e pittore fiammingo (n. 1583)

### Agosto
- 1º agosto - Maria Anna Teresa Vasa, principessa polacca (n. 1650)
- 2 agosto - Ercole Grimaldi, nobile monegasco (n. 1623)
- 8 agosto - Amalia Elisabetta di Hanau-Münzenberg, contessa (n. 1602)
- 16 agosto - Leonardo Della Torre, doge (n. 1570)
- 16 agosto - Henricus Hondius, incisore, cartografo e editore olandese (n. 1597)
- 18 agosto - Niccolò Tornioli, pittore italiano
- 20 agosto - Jeremi Michał Wiśniowiecki, generale polacco (n. 1612)
- 25 agosto - Luis Quiñones de Benavente, poeta, drammaturgo e presbitero spagnolo (n. 1581)
- 27 agosto - Jacob Adriaensz Backer, pittore olandese (n. 1609)
- 31 agosto - Giovanni Francesco Marcorelli, compositore e organista italiano (n. 1610)

### Settembre
- 2 settembre - Kösem Sultan,  ottomana
- 3 settembre - Giovanni Giacomo Panciroli, cardinale italiano (n. 1587)
- 8 settembre - Rocco Pirri, abate e storico italiano (n. 1577)
- 12 settembre - Félix Castello, pittore spagnolo (n. 1595)
- 12 settembre - William Hamilton, II duca di Hamilton, nobile, militare e politico scozzese (n. 1616)
- 18 settembre - Francisco de Melo, politico, diplomatico e militare spagnolo (n. 1597)
- 23 settembre - Ulrich Schläpfer, politico svizzero (n. 1580)
- 24 settembre - Étienne Pascal, magistrato e matematico francese (n. 1588)
- 25 settembre - Ciriaco Rocci, cardinale e arcivescovo cattolico italiano (n. 1582)
- 27 settembre - Massimiliano I di Baviera, nobile tedesco (n. 1573)

### Ottobre
- 4 ottobre - Ludwig Camerarius, politico, avvocato e scrittore tedesco (n. 1573)
- 6 ottobre - Heinrich Albert, compositore e poeta tedesco (n. 1604)
- 7 ottobre - Jacques Sirmond, gesuita francese (n. 1559)
- 8 ottobre - Anna Caterina Vasa, principessa polacca (n. 1619)
- 15 ottobre - Philippus Rovenius, arcivescovo cattolico olandese
- 15 ottobre - James Stanley, VII conte di Derby, politico e militare inglese (n. 1607)
- 17 ottobre - Francesca Farnese, monaca cristiana e badessa italiana (n. 1593)
- 19 ottobre - Alessio Gemignani, pittore italiano (n. 1567)
- 24 ottobre - Luca Giustiniani, doge (n. 1586)
- 27 ottobre - Panfilo Nuvolone, pittore italiano (n. 1581)
- 28 ottobre - Giobbe di Počaïv, monaco cristiano ucraino (n. 1551)
- 30 ottobre - Terence Albert O'Brien, vescovo cattolico irlandese (n. 1601)

### Novembre
- 6 novembre - Georg Adam von Martinitz, nobile ceco (n. 1602)
- 12 novembre - Terenzio Alciati, gesuita, teologo e storico italiano (n. 1570)
- 17 novembre - Fausto Caffarelli, arcivescovo cattolico italiano (n. 1595)
- 22 novembre - Francis Scott, II conte di Buccleuch, nobile scozzese (n. 1626)
- 22 novembre - Giovanni Battista Soria, architetto italiano (n. 1581)
- 23 novembre - Francesco Guarini, pittore italiano (n. 1611)
- 26 novembre - Henry Ireton, generale inglese (n. 1611)

### Dicembre
- 1º dicembre - Pietro Niccolini, arcivescovo cattolico italiano (n. 1572)
- 3 dicembre - Francesco di Cossé-Brissac, militare francese (n. 1585)
- 6 dicembre - Anna Visscher, artista, poetessa e traduttrice olandese (n. 1583)
- 15 dicembre - Virginia Centurione Bracelli, religiosa italiana (n. 1587)
- 19 dicembre - Giovanni Faustini, librettista e impresario teatrale italiano (n. 1615)

### Senza giorno specificato
- Bartolomeo Montalbano, francescano e compositore italiano
- Tugay Bey, militare ucraino
- Jean Absat, scrittore e mistico francese (n. 1593)
- Giovanni Battista Amigazzi, pittore italiano
- Friedrich Brentel, incisore e pittore tedesco (n. 1580)
- Giacomina di Bueil, nobildonna francese (n. 1588)
- Giovanni Domenico Cappellino, pittore italiano (n. 1580)
- Nicolas Caussin, gesuita, scrittore e teologo francese (n. 1583)
- Giacinto Andrea Cicognini, drammaturgo e librettista italiano (n. 1606)
- Nathaniel Culverwel, filosofo e teologo inglese (n. 1619)
- Arthur Dee, medico e alchimista inglese (n. 1579)
- Floris van Dijck, pittore olandese (n. 1575)
- Dong Xiaowan, poetessa e scrittrice cinese (n. 1624)
- Matteo Ferrucci, scultore italiano (n. 1570)
- Lucrina Fetti, pittrice italiana
- Cesare Fracanzano, pittore italiano (n. 1605)
- Fortunato Gatti, pittore italiano (n. 1597)
- Pier Giuseppe Giustiniani, poeta italiano
- Henry Grey, X conte di Kent, nobile e politico inglese (n. 1594)
- Jan van den Hoecke, pittore e disegnatore fiammingo (n. 1611)
- Giovanni Girolamo Kapsberger, musicista e compositore italiano
- Arnold Johan Messenius, storico svedese (n. 1607)
- Pietro Michiele, poeta italiano (n. 1603)
- Marcin Mielczewski, compositore polacco (n. 1600)
- Shabdrung Ngawang Namgyal, monaco buddhista tibetano (n. 1594)
- Francesco Pellizzari, gesuita e scrittore italiano
- Nunzio Rossi, pittore italiano (n. 1626)
- Joris van Schooten, pittore olandese (n. 1587)
- Tommaso Stigliani, poeta, scrittore e critico letterario italiano (n. 1573)
- Giulia Tofana, artigiana italiana
- Giovanni Battista Tortiroli, pittore italiano (n. 1621)
- Alonso de Ovalle, storico e gesuita cileno (n. 1603)
- Gonzalo de Rueda, vescovo cattolico spagnolo

## Calendario
| Calendario 1651 | Calendario 1651 | Calendario 1651 | Calendario 1651 | Calendario 1651 | Calendario 1651 | Calendario 1651 | Calendario 1651 | Calendario 1651 | Calendario 1651 | Calendario 1651 | Calendario 1651 | Calendario 1651 | Calendario 1651 | Calendario 1651 | Calendario 1651 | Calendario 1651 | Calendario 1651 | Calendario 1651 | Calendario 1651 | Calendario 1651 | Calendario 1651 | Calendario 1651 | Calendario 1651 | Calendario 1651 | Calendario 1651 | Calendario 1651 | Calendario 1651 | Calendario 1651 | Calendario 1651 | Calendario 1651 | Calendario 1651 | Calendario 1651 |
| --------------- | --------------- | --------------- | --------------- | --------------- | --------------- | --------------- | --------------- | --------------- | --------------- | --------------- | --------------- | --------------- | --------------- | --------------- | --------------- | --------------- | --------------- | --------------- | --------------- | --------------- | --------------- | --------------- | --------------- | --------------- | --------------- | --------------- | --------------- | --------------- | --------------- | --------------- | --------------- | --------------- |
|                 | 1               | 2               | 3               | 4               | 5               | 6               | 7               | 8               | 9               | 10              | 11              | 12              | 13              | 14              | 15              | 16              | 17              | 18              | 19              | 20              | 21              | 22              | 23              | 24              | 25              | 26              | 27              | 28              | 29              | 30              | 31              |                 |
| Gennaio         | Do              | Lu              | Ma              | Me              | Gi              | Ve              | Sa              | Do              | Lu              | Ma              | Me              | Gi              | Ve              | Sa              | Do              | Lu              | Ma              | Me              | Gi              | Ve              | Sa              | Do              | Lu              | Ma              | Me              | Gi              | Ve              | Sa              | Do              | Lu              | Ma              |                 |
| Febbraio        | Me              | Gi              | Ve              | Sa              | Do              | Lu              | Ma              | Me              | Gi              | Ve              | Sa              | Do              | Lu              | Ma              | Me              | Gi              | Ve              | Sa              | Do              | Lu              | Ma              | Me              | Gi              | Ve              | Sa              | Do              | Lu              | Ma              |                 |                 |                 |                 |
| Marzo           | Me              | Gi              | Ve              | Sa              | Do              | Lu              | Ma              | Me              | Gi              | Ve              | Sa              | Do              | Lu              | Ma              | Me              | Gi              | Ve              | Sa              | Do              | Lu              | Ma              | Me              | Gi              | Ve              | Sa              | Do              | Lu              | Ma              | Me              | Gi              | Ve              |                 |
| Aprile          | Sa              | Do              | Lu              | Ma              | Me              | Gi              | Ve              | Sa              | Do              | Lu              | Ma              | Me              | Gi              | Ve              | Sa              | Do              | Lu              | Ma              | Me              | Gi              | Ve              | Sa              | Do              | Lu              | Ma              | Me              | Gi              | Ve              | Sa              | Do              |                 |                 |
| Maggio          | Lu              | Ma              | Me              | Gi              | Ve              | Sa              | Do              | Lu              | Ma              | Me              | Gi              | Ve              | Sa              | Do              | Lu              | Ma              | Me              | Gi              | Ve              | Sa              | Do              | Lu              | Ma              | Me              | Gi              | Ve              | Sa              | Do              | Lu              | Ma              | Me              |                 |
| Giugno          | Gi              | Ve              | Sa              | Do              | Lu              | Ma              | Me              | Gi              | Ve              | Sa              | Do              | Lu              | Ma              | Me              | Gi              | Ve              | Sa              | Do              | Lu              | Ma              | Me              | Gi              | Ve              | Sa              | Do              | Lu              | Ma              | Me              | Gi              | Ve              |                 |                 |
| Luglio          | Sa              | Do              | Lu              | Ma              | Me              | Gi              | Ve              | Sa              | Do              | Lu              | Ma              | Me              | Gi              | Ve              | Sa              | Do              | Lu              | Ma              | Me              | Gi              | Ve              | Sa              | Do              | Lu              | Ma              | Me              | Gi              | Ve              | Sa              | Do              | Lu              |                 |
| Agosto          | Ma              | Me              | Gi              | Ve              | Sa              | Do              | Lu              | Ma              | Me              | Gi              | Ve              | Sa              | Do              | Lu              | Ma              | Me              | Gi              | Ve              | Sa              | Do              | Lu              | Ma              | Me              | Gi              | Ve              | Sa              | Do              | Lu              | Ma              | Me              | Gi              |                 |
| Settembre       | Ve              | Sa              | Do              | Lu              | Ma              | Me              | Gi              | Ve              | Sa              | Do              | Lu              | Ma              | Me              | Gi              | Ve              | Sa              | Do              | Lu              | Ma              | Me              | Gi              | Ve              | Sa              | Do              | Lu              | Ma              | Me              | Gi              | Ve              | Sa              |                 |                 |
| Ottobre         | Do              | Lu              | Ma              | Me              | Gi              | Ve              | Sa              | Do              | Lu              | Ma              | Me              | Gi              | Ve              | Sa              | Do              | Lu              | Ma              | Me              | Gi              | Ve              | Sa              | Do              | Lu              | Ma              | Me              | Gi              | Ve              | Sa              | Do              | Lu              | Ma              |                 |
| Novembre        | Me              | Gi              | Ve              | Sa              | Do              | Lu              | Ma              | Me              | Gi              | Ve              | Sa              | Do              | Lu              | Ma              | Me              | Gi              | Ve              | Sa              | Do              | Lu              | Ma              | Me              | Gi              | Ve              | Sa              | Do              | Lu              | Ma              | Me              | Gi              |                 |                 |
| Dicembre        | Ve              | Sa              | Do              | Lu              | Ma              | Me              | Gi              | Ve              | Sa              | Do              | Lu              | Ma              | Me              | Gi              | Ve              | Sa              | Do              | Lu              | Ma              | Me              | Gi              | Ve              | Sa              | Do              | Lu              | Ma              | Me              | Gi              | Ve              | Sa              | Do              |                 |